# Katarina Warrenstein

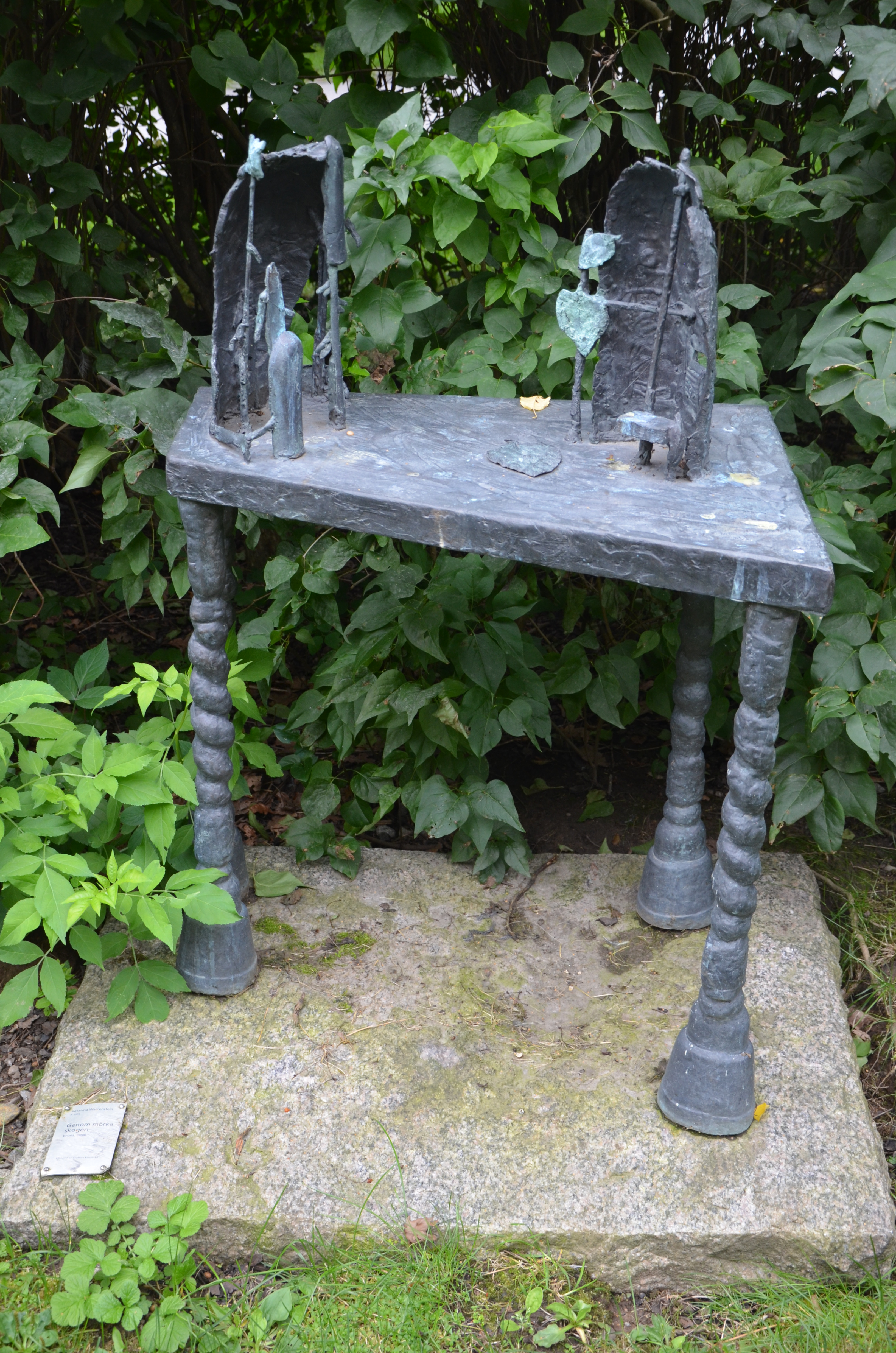
Genom mörka skogen på Karolinska Institutet i Solna

Ingela Katarina Joelsson Warrenstein, född 31 juli 1954, är en svensk skulptör.
Katarina Warrenstein utbildade sig på Nyckelviksskolan i Stockholm 1978-79 och på skulpturlinjen på Konstfack i Stockholm 1979-84.

## Offentliga verk i urval
- Genom mörka skogen, brons, 2000, Karolinska institutet i Solna[1]
- skulptur på förskolan Pipers i Stockholm, 1995